# اسلاوی (بختگان)
اسلاوی، روستایی از توابع بخش آباده طشک شهرستان نی‌ریز در استان فارس ایران است.

## جمعیت
این روستا در دهستان بختگان قرار دارد و براساس سرشماری مرکز آمار ایران در سال ۱۳۸۵، جمعیت آن زیر سه خانوار بوده‌است. اقامتگاه گردشگری "پازن " در روستای اسلاوی از جمله اماکن بسیار زیبا است که محل خوبی برای علاقه مندان به گردشگری روستایی می باشد . 